# Max Küchenmeister
Max Küchenmeister (* 4. Juli 1849 in Braunschweig; † 16. Oktober 1918 in Leipzig) war ein deutscher Pädagoge und Förderer des Turnwesens in Leipzig.

## Leben
Küchenmeister war Inspekteur des städtischen Turnwesens und arbeitete bis 1916 als Turnlehrer an der Thomasschule zu Leipzig. Er war zweiter Vorsitzender des Deutschen Patriotenbundes. Er erhielt das Ritterkreuz I. Klasse des Albrechts-Ordens und das Ritterkreuz I. Klasse des Friedrichs-Ordens.
Am 16. Oktober 1918 starb Max Küchenmeister mit 69 Jahren in Leipzig.